# South Esk River
Der South Esk River ist ein Fluss im Osten des australischen Bundesstaates Tasmanien. Mit 255 Kilometern ist er der längste Fluss der Insel.

## Geografie

### Flusslauf
Der Fluss entspringt bei der Siedlung Mathinna Plains, südwestlich der Mount Victoria Forest Reserve, rund 52 Kilometer östlich von Launceston. Von dort beschreibt er einen Bogen von Westen über Süden nach Osten um den Mount Saddleback herum und durchfließt Upper Esk an der Südseite des Berges. Dort beginnt er einen großen Bogen über Osten, Süden, Westen und Nordwesten um den Ben-Lomond-Nationalpark herum. Dabei durchfließt er die Orte Mathinna, Fingal – wo er auf den Esk Highway (A4) trifft, Avoca und Evendale. In Evendale, 18 km südöstlich von Launceston, wendet er seinen Lauf nach Westen, fließt durch Perth und Longford, wo er nach Norden abbiegt, und weiter in den Lake Trevallyn, einen Stausee in den westlichen Vororten von Launceston.
Der See, durch den der größte Teil des Flusswassers fließt, dient der Elektrizitätsversorgung der Stadt. Sein Abfluss wird nördlich der Stadt in den Tamar River eingeleitet. Ein Teil des Wassers aus dem South Esk River strömt durch die Cataract Gorge, eine Schlucht südwestlich der Innenstadt. Von dort fließt es in die Innenstadt von Launceston, wo es sich mit den Wassern des North Esk River zum Tamar River vereinigt. Vor dem Bau des Stausees überflutete der South Esk River die Schlucht oft bis zu zwölf Meter hoch. Heute bildet das Überlaufwasser sehenswerte Stromschnellen, die in einem Stadtpark liegen.

### Nebenflüsse mit Mündungshöhen
Er hat folgende Nebenflüsse:
- Tombstone Creek – 435 m
- Memory Creek – 400 m
- Milly Brook – 353 m
- Jimmys Creek – 323 m
- Merry Creek – 309 m
- River Tyne – 302 m
- Sling Pot Creek – 290 m
- Dans Rivulet – 290 m
- Claytons Creek – 270 m
- Evercreech Rivulet – 265 m
- Coxs Creek – 253 m
- Pig Creek – 240 m
- Mullens Creek – 234 m
- Break O’Day River – 232 m
- Fingal Rivulet – 229 m
- Tower Rivulet – 223 m
- Tollochgorum Creek – 221 m
- Abbotsford Creek – 219 m
- Burnt Gully Creek – 214 m
- Rostrevor Rivulet – 211 m
- Sawpit Creek – 209 m
- Storys Creek – 204 m
- Castle Cary Rivulet – 195 m
- St. Pauls River – 192 m
- Stynes Creek – 191 m
- Buffalo Brook – 190 m
- Salisbury Rivulet – 184 m
- Ben Lomond Rivulet – 176 m
- Barton Creek – 168 m
- Nile River – 159 m
- Black Forest Creek – 154 m
- Boyes Creek – 152 m
- Macquarie River – 136 m
- Back Creek – 135 m
- Meander River – 134 m

### Durchflossene Stauseen
Er durchfließt folgende Seen/Stauseen/Wasserlöcher:
- Lake Trevallyn – 134 m

## Fischbestand
Im Fluss finden sich Bachforellen, Regenbogenforellen und Atlantische Lachse.